# Anabarhynchus tauricus
Anabarhynchus tauricus är en tvåvingeart som beskrevs av Lyneborg 2001. Anabarhynchus tauricus ingår i släktet Anabarhynchus och familjen stilettflugor. Inga underarter finns listade i Catalogue of Life.